# 蕭順之
萧顺之（430年代—492年），字文纬，兰陵中都里人。南台治书侍御史萧道赐之子、齊高帝蕭道成之族弟。其子萧衍建梁，是為梁武帝，並由梁追尊其為太祖文皇帝。

## 生平
萧顺之外显清和，内怀英气，年少时，与萧道成亲昵。曾经共登金牛山，路旁有纵横陈列枯骨，萧道成对萧顺之说：“周文王以来几年，当复有掩此枯骨者乎？”说话时懔然动色。萧顺之由此知道萧道成有大志，常相随从。萧道成每在外讨伐，萧顺之常爲军副。在北伐的时候任員外散騎侍郎，薛索儿夜晚派人入萧道成大营，提刀径至萧道成床前，萧顺之手刃刺客。萧顺之频频作爲萧道成的镇军司马、长史。
元徽元年（473年），與王勅懃領兵三萬，慘遭魏將尉元擊退。
当时刘宋皇帝劉昱昏虐，萧道成计划离京出外，萧顺之认爲一旦逃亡，则将有不测，不如行伊、霍之事（废黜皇帝），萧道成深以爲然，杀死了刘昱。萧顺之历任黄门郎、安西长史、郢州刺史（479年任）、吴郡内史，所经皆着名。吴郡张绪常称：“文武兼资，有德有行，吾敬萧顺之。”
昇明元年（477年），袁粲据石头城，黄回与袁粲通谋反对萧道成，萧顺之听闻袁粲的行动，率家兵据守朱雀桥，黄回的觇人回去告诉黄回：“朱雀桥南一长者，英威毅然，坐胡床南向。”黄回说：“萧顺之也。”遂不敢出。当时如果没有萧顺之，石头城就差点守不住了。
萧道成称帝，萧顺之立下大功。南齐建元末年，萧道成从容对萧顺之说：“当令阿玉（豫章王蕭嶷小名）解扬州相授。”太子萧赜尝讯问萧顺之，萧顺之退出后，萧赜指萧顺之对萧嶷曰：“非此翁，吾徒无以致今日。”
萧赜即位为齐武帝，忌惮萧顺之，故不使居台辅、拜宰相。以萧顺之参豫佐命的功劳，封为临湘县侯。历任侍中、卫尉、豫州刺史、太子詹事、领军将军（485年任）、丹阳尹。
永明八年（490年），武帝子巴东王蕭子響作亂，順之奉命討平之。後武帝又思念萧子响，萧顺之惭愧害怕，发病而死，赠镇北将军，谥号曰懿。其子萧衍建立南梁，追尊太祖文皇帝。

## 家庭

### 父亲
- 萧道赐，刘宋南台治书侍御史

### 母亲
- 萧道赐妾，作为梁武帝的祖母在梁朝建立后得立别庙

### 兄弟
- 長兄：蕭尚之
- 三弟：蕭崇之

### 妻妾

#### 妻
- 张尚柔，追尊文獻皇后，生长沙宣武王蕭懿、永阳昭王蕭敷、梁武帝蕭衍、衡阳宣王蕭畅

#### 妾
- 李太妃，生桂阳简王蕭融
- 陈太妃，生临川靖惠王宏、南平元襄王蕭伟
- 吴太妃，生安成康王蕭秀、始兴忠武王蕭憺
- 费太妃，生鄱阳忠烈王蕭恢

### 子孙

#### 兒
- 長子：蕭懿，字元達，襲封臨湘縣侯，為蕭寶卷所殺，梁朝追贈长沙宣武王
- 第二子：蕭敷，字仲達，早卒，梁朝追贈永阳昭王
- 第三子：萧衍，字叔達，梁朝高祖武皇帝
- 第四子：蕭暢，字季達，為蕭寶卷所殺，梁朝追贈衡阳宣王
- 第五子：萧融，字幼達，為蕭寶卷所殺，梁朝追贈桂阳简王
- 第六子：蕭宏，字宣達，临川靖惠王
- 第七子：萧秀，字彥達，安成康王
- 第八子：萧伟，字文達，南平元襄王
- 第九子：早卒
- 第十子：萧恢，字弘達，鄱阳忠烈王
- 第十一子：萧憺，字僧達，始兴忠武王

#### 女
- 蕭令嫕，义兴昭长公主
- 新安穆公主

#### 後代
- 玄孙：萧苻，光禄卿。
  - 五世孙：萧卿，雍州三原县令。
    - 六世孙：萧礼，潭州衡山县令。
      - 七世孙女：萧氏（697年－722年），排行第二，嫁并州清源县令张某。[12]
- 玄孫：蕭文岳，唐朝廬州別駕。
  - 五世孫：蕭延昌，太子文学、壽州司馬。
    - 六世孫：蕭良紹，左清道率。
      - 七世孫：蕭伯准（724年－789年），字體仁，排行第一，京兆府華原縣丞。[13]
      - 七世孫：蕭季江（728年－795年），字季江，朝散大夫、行太子洗馬、上柱國。夫人清河崔氏。[14]